# Любомир Цонев
Любомир Цонев е български физик. Инициатор за прилагане в България на фотолуминесцентния метод за датиране в археологията и геологията.

## Биография
Роден е в София през 1954 г. Възпитаник е на 91-ва гимназия с преподаване на немски език, в класа на Гергина Тончева. Дипломира се във Физическия факултет на Софийския университет.
Работи в Института по физика на твърдото тяло при БАН. Понастоящем заема длъжност ст.н.с. ІІ ст., има научна степен доктор по физика. Работил е в областта на интегрална оптика, дифракционни решетки, термотропни течни кристали, луминесценция.
От 2003 г. мегалитните паметници в България привличат вниманието му в качеството на хоби. В тясна връзка с тях от 2009 г. поема инициатива да се усвои и прилага в България фотолуминесцентният метод за датиране в археологията (печена керамика и мегалитни обекти) и геологията (геологични проби). Методът е предложен във Великобритания през 70-те години на ХХ в., но не се прилага в България.

## „Балкански мегалити“
Цонев е сред създателите на проекта „Балкански мегалити“, заедно с Димитър Колев от Института по астрономия към БАН.
Целите на проекта (формулирани от Цонев и Колев) са:
- да създадат колкото е възможно по-пълен онлайн каталог на мегалитните паметници в България;
- да предоставят свободен достъп до информация – фотографска и текстова, за по-запазените мегалитни паметници, който да стимулира културния туризъм на територията на България;
- да се съберат и показват данни за актуалното състояние и за промените, които настъпват с годините във вида и съдбата на всеки мегалитен паметник;
- да лобират пред съответните институции за запазване, укрепване, реставрация на мегалитните обекти в България.

Цонев е сред най-големите застъпници на позицията, че институциите в България се отнасят немарливо към мегалитните паметници и обекти на територията на страната и че значението им за успешен културно-исторически туризъм се подценява.
През юли 2010 г. Цонев отстоява позицията, че разкопките, извършени на уникална долменна могила в местността Мангъра (Сакар планина), са били прибързани.

## Публикации
- Мегалитите в България през погледа на един физик (1/3)[4]
- Мегалитната страст на Любомир Цонев[5]
- Странджа – в пространството и времето[6]
- Белинташ – красота и тайна, тайна и красота[7]
- „Мегалити на Балканите“ (сборник доклади от едноименния симпозиум), София, 2009: Издателство „Захарий Стоянов“ и Университетско издателство „Св. Климент Охридски”, ISBN 954-07-2846-0
- „Мегалитите в България”, София, 2010: Издателство Фараго, ISBN 978-954-8641-77-7[8]
- „Отново за Мадарския конник“ ; София, 2012: Булга Медиа, ISBN 978-954-92793-3-7
- „Мегалити и други древности – интердисциплинарни студии”, София, 2017: Булга Медиа, ISBN 978-954-9670-32-5
- „Някои древности в България от нов ракурс”; София 2020: Булга медиа.
- „Провадийската Омуртагова колона - опит за анализ“ ; София, 2021: Булга Медиа, ISBN 978-954-9670-55-4
- "Археоастрономия: Три етюда за обекти в България"; София, 2021: Булга Медиа, София 2021; ISBN 978-954-9670-56-1 (в съавторство с Пенчо Маркишки и Иван Кръстев)